# 5494 Йоханмор
5494 Йоханмор (5494 Johanmohr) — астероїд головного поясу, відкритий 19 жовтня 1933 року.
Тіссеранів параметр щодо Юпітера — 3,301.